# 長門二見站
長門二見站（日语：／ Nagato-Futami eki */?）是位於山口縣下關市豐北町大字神田上字上二見，西日本旅客鐵道（JR西日本）的山陰本線車站。

## 歷史
- 1925年（大正14年）8月16日 - 國有鐵道小串線小串站至瀧部站之間開業，此站啟用。為客運與貨運車站。
  - 當時車站地址為山口縣豐浦郡神玉村（日语：神玉村）大字神田上字上二見。
- 1933年（昭和8年）2月24日 - 小串線編入至山陰本線，成為山陰本線車站[1]。
- 1955年（昭和30年）4月1日 - 隨著豐北町（日语：豊北町）成立，車站地址為山口縣豐浦郡豐北町大字神田上字上二見。
- 1961年（昭和36年）8月1日 - 終止貨物起卸業務。
- 1987年（昭和62年）4月1日 - 伴隨國鐵分割民營化，車站由西日本旅客鐵道（JR西日本）營運。
- 2005年（平成17年）2月13日 - 隨著下關市（第二次）成立，車站地址為現時位置。
- 2010年（平成22年）8月7日 - 月台候車室發生縱火，使候車室燒毀毎日新聞下關版. . 2010-08-08.[永久]。

## 車站構造
車站是一座地面車站，設有1面2線的島式月台。
車站由長門鐵道部管理的無人車站。在車站大樓內沒有自動售票機。在月台中間設有樓梯連接車站大樓，在月台上設有候車室。在月台與車站大樓之間設有通過線。

### 月台
| 月台         | 路線      | 上下行 | 方向             |
| ------------ | --------- | ------ | ---------------- |
| 車站大樓一邊 | ■山陰本線 | 下行   | 小串、下關方向   |
| 車站大樓對面 | ■山陰本線 | 上行   | 瀧部、長門市方向 |

※在旅客資訊上沒有設定月台編號。

## 使用狀況
以下為近年1日平均乘車人次列表：
| 乘車人次變化 | 乘車人次變化    |
| 年度         | 1日平均乘車人次 |
| ------------ | --------------- |
| 1999         | 117             |
| 2000         | 114             |
| 2001         | 78              |
| 2002         | 68              |
| 2003         | 77              |
| 2004         | 69              |
| 2005         | 72              |
| 2006         | 72              |
| 2007         | 71              |
| 2008         | 63              |
| 2009         | 56              |
| 2010         | 51              |
| 2011         | 45              |
| 2012         | 47              |
| 2013         | 42              |
| 2014         | 34              |
| 2015         | 25              |
| 2016         | 18              |
| 2017         | 16              |
| 2018         | 15              |

## 車站周邊
車站位於下關市豐北町西南方。車站前設有縣道粟野二見線與山陰本線部分路段並行。車站南邊設有大彎位，與開始與國道191號並行，沿海岸線上行走。車站前設有少許商店。
- 二見郵局
- 二見漁港
- 下關市立二見小學
- 夫婦岩
- 常盤屋（二見饅頭）
- 光輪寺

## 巴士路線
- 藍線交通（日语：ブルーライン交通） - 站前設有「二見站」巴士站。
  - 土井濱、特牛港、肥中方向
  - 宇賀本鄉、湯玉站、小串站、豐浦綜合支援學校（日语：山口県立豊浦総合支援学校）、豐浦醫院（日语：山口県済生会豊浦病院）、川棚站、川棚溫泉（日语：川棚温泉）方向

## 相鄰車站
西日本旅客鐵道
■山陰本線
瀧部－長門二見－宇賀本鄉

## 注腳
1. ↑  「鉄道省告示第42号」『官報』1933年2月18日（國立國會圖書館數碼化收藏）
2. ↑  山口縣統計年鑑

## 外部連結
- 長門二見｜車站資訊：JR出門網 - 西日本旅客鐵道